# Torá (Lérida)
Torá (en catalán y oficialmente, Torà) es un municipio y localidad española de la provincia de Lérida, en la comunidad autónoma de Cataluña. El término municipal, ubicado en la comarca del Solsonés y que además de la capital municipal incluye los núcleos de Cellers, Claret, Fontanet, Llanera del Arroyo, Sant Serni de Llanera y Vallferosa, tiene una población de 1207 habitantes (INE 2024).

## Historia
A mediados del siglo XIX se denominaba Torá y La Aguda, y en la década de 1960 incorporó el municipio de Llanera del Arroyo.
El 21 de marzo de 2023 entró en vigor el cambio de adscripción comarcal y veguerial por el que se segregó de la Segarra, incorporándose al Solsonés.

## Demografía
Cuenta con una población de 1207 habitantes (INE 2024).
| Gráfica de evolución demográfica de Torá entre 1842 y 2021 |
| |
| Población de derecho según los censos de población del INE Población de hecho según los censos de población del INEEn estos censos se denominaba Torá y La Aguda: 1842 En estos censos se denominaba Torá: 1857, 1860, 1877, 1887, 1897, 1900, 1910, 1920, 1930, 1940, 1950, 1960, 1970 y 1981 Entre el censo de 1970 y el anterior, crece el término del municipio porque incorpora a 25551 (Llanera del Arroyo) |

| 1900 | 1930 | 1950 | 1970 | 1981 | 1986 | 2016 |
| ---- | ---- | ---- | ---- | ---- | ---- | ---- |
| 931  | 1035 | 985  | 1120 | 1279 | 1229 | 1215 |

## Lugares de interés
- Plaza de la Font, en Torá
- Restos medievales de la muralla y portales de Torá.
- Santuarios románicos de Santa María de La Aguda y San Salvador de La Aguda, en las afueras de Torá.
- Monasterio románico de Cellers.
- Cementerio de Cellers construido en 1945.
- Cal Gras (Patrimonio arquitectónico de Cataluña).
- Iglesia de Santa María de Claret, románica del siglo XII, muy transformada.
- Iglesia de San Miguel, en Fontanet.
- Iglesia románica de Santa María en Llanera del Arroyo.
- Castillo de Llanera.
- Torre de Vallferosa.
- Museo del pan.
- Casco antiguo (Call Jueu) de Torá